# Thermoproteus
Thermoproteus és un gènere d'arqueus. Aquests procariotes són termòfils dependents de sulfurs emparentats amb els gèneres Sulfolobus, Pyrodictium i Desulfurococcus. Són autòtrofs i poden créixer a termperatures de més de 95 graus Celsius.
Com el gènere Thermophilum, els Thermoproteus són formes bacil·lars que viuen en brolladors calents i normalment àcids. Fan uns 0,5 μm de diàmetre i una longitud d'entre 1-2 μm fins a 80 μm.
Són bacteris anaerobis estrictes molt sensibles a l'oxigen, a diferència de la majoria d'hipertermòfils.